# قلعة فراياس
قلعة فراياس هي قلعة دوق فرياس الموجودة في فراياس والمطلة على فالي دي توبالاينا. بنيت القلعة ما بين القرن 12 والقرن 15.

## روابط خارجية
- http://www.ciudaddefrias.es/turismo-y-ocio/monumentos/ قلعة فرياس - الموقع باللغة الأسبانية